# Sveti Vrh
Sveti Vrh, pogosto zapisano okrajšano kot Sv. Vrh, je naselje v Občini Mokronog - Trebelno.